# Техов, Алан Георгиевич
Ала́н Гео́ргиевич Те́хов (осет. Тъехты Георгийы фырт Алан) — российский тренер по вольной борьбе.

## Биография
Родился в Северной Осетии. Воспитал много известных борцов, среди которых чемпион мира среди юниоров, чемпион России среди молодёжи, призёр чемпионатов Европы и России — Вадим Лалиев, серебряный призёр летних Олимпийских Игр в Афинах (2004), двукратный чемпион мира среди кадетов, чемпион Европы среди юниоров, призёр чемпионата мира и обладатель Кубка Азии Геннадий Лалиев, чемпион мира среди молодёжи — Таймураз Урусов.

## Награды
- Заслуженный тренер России (2000)[1]
- Заслуженный тренер Южной Осетии